# Abba (cognome sardo)
Abba è un cognome di lingua sarda.

## Varianti
Abbas, Acquas.

## Origine e diffusione
Cognome tipicamente sardo, è presente prevalentemente nel sassarese e ad Alghero.
Potrebbe derivare dal termine logudorese abba, "acqua"; potrebbe anche derivare dal gallurese abba, "ape", o essere un cognome di origine italiana.
È omografo di un cognome italiano, la cui origine è tuttavia differente.

## Persone
- Cele Abba – attrice drammatica italiana, sorella dell'attrice Marta
- Giuseppe Cesare Abba – scrittore e patriota italiano
- Marta Abba – attrice drammatica italiana
- Silvano Abbà – pentatleta e militare italiano